# André Vos
Pour les articles homonymes, voir Vos.
Pas d'image ? Cliquez ici

a Compétitions nationales et continentales officielles uniquement.

b Matchs officiels uniquement.
Dernière mise à jour le 13 novembre 2021.
André Vos, né le 9 janvier 1975 à East London (Afrique du Sud), est un ancien joueur de rugby à XV international sud-africain évoluant au poste de  troisième ligne aile ou troisième ligne centre (1,96 m et 105 kg).

## Carrière

### En club
Vos a joué dans le Super 12 avec les Lions, avant de rejoindre le club anglais des Harlequins en 2002.

### En équipe nationale
André Vos a effectué son premier test match avec les Springboks en juin 1999 à l’occasion d’un match contre l'équipe d'Italie. Son dernier test match a été effectué en décembre 2001 contre les États-Unis.
Il a disputé la coupe du monde 1999 (5 matchs) et a remporté la petite finale (troisième).
Il a marqué cinq essais avec les Springboks.

## Palmarès
- 62 matchs de Super 12
- 33 sélections avec l'équipe d'Afrique du Sud de 1999 à 2001 dont 16 fois capitaine
- Sélections par saison : 10 en 1999, 12 en 2000 et 11 en 2001

- Troisième place lors de la coupe du monde 1999.